# Al-Mústadhhir (abbàssida)

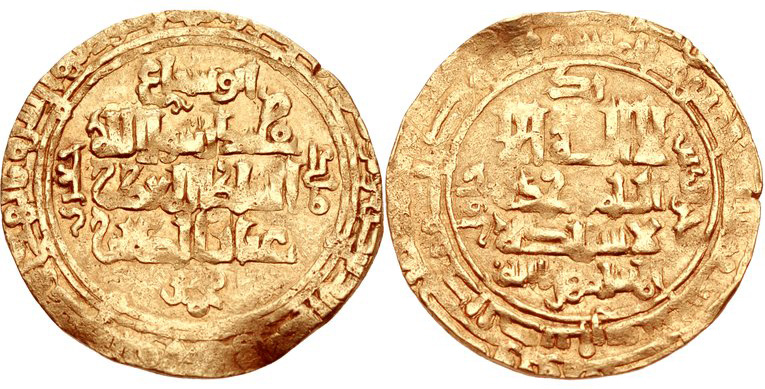
Dinar d'or encunyat en nom del califa Al-Mustadhir Billah i Muhammad ibn Malikshah (492-511 dC / 1105-1118 dC).

Abu-l-Abbàs Àhmad al-Mústadhhir bi-L·lah (àrab: أبو العباس أحمد المستظهر بالله, Abū l-ʿAbbās Aḥmad al-Mustaẓhir bi-Llāh), més conegut per la primera part del seu làqab com a al-Mústadhhir (abril/maig 1078-1118), fou califa abbàssida de Bagdad (1094-1118).
Era fill del califa al-Muqtadí, al qual va succeir quan va morir el 4 de febrer de 1094, pujant al tron el dia 7. Va triar com a visir Amid-ad-Dawla ibn Jàhir que ja ho havia estat amb els dos califes anteriors. La mort del visir seljúcida Nidham-al-Mulk i del sultà Màlik-Xah I havien creat problemes al sultanat i d'altra banda el cisma nizarita havia afeblit més els fatimites. Inicialment a l'estat seljúcida hi va haver la rivalitat entre Barkyaruq i Tútuix I, i després la lluita entre Barkyaruq i el seu germà Muhàmmad Tapar. El califa no se'n va poder beneficiar tot i que els diferents sultans o pretendents necessitaven el suport del califa per adquirir legitimitat. Els diferents pretendents seljúcides van fer nombroses visites a Bagdad, de vegades de manera amenaçadora, i els seus shinnas (comandants militars) van ser moltes vegades petits tirans que reflectien també la lluita dels seus senyors (cada pretendent enviava un shinna a Bagdad), però el califa sempre se'n va sortir. El juliol/agost de 1100 el visir Amid al-Dawla fou deposat per ordre de Barkyaruq i va morir al cap d'unes setmanes a la presó. El seu germà Zaim al-Ruasa al-Kafi ibn Djahir fou després visir (del 1102 al 1106 i del 1108 al 1113).
El 1101/1102 Barkyaruq va tractar de males maneres el delegat califal a Wasit i el califa va anunciar que combatria Barkyaruq al costat de Muhammad Tapar. Tapar i el seu germà Sandjar van visitar Bagdad el 1101/1102 i el califa va fer la khutba en nom de Tapar, però aquest no va acceptar tropes califals. El 1102/1103 el califa va dubtar entre els pretendents i va suprimir de la khutba tota referència a un sultà, però va tornar a Muhammad Tapar a la mort de Barkyaruq el 1105. El 1106/1107 el visir Zaim al-Ruasa al-Kafi ibn Djahir fou deposat per les maquinacions de Sàdaqa ibn Mansur. Quan va morir aquest el 1108 a la batalla de d'al-Numaniyya, prop d'al-Madain, contra el sultà Muhàmmad, fou restablert fins a la seva mort el 1113.
El 1109 va escriure al sultà per demanar que anés a fer la guerra als croats abans que aquestos es fessin forts però no fou escoltat. El 1110/1111 va intervenir davant el sultà per evitar l'execució del fakih xafiïta al-Kiya al-Harrasi que havia estat acusat de simpaties ismaïlites. En aquest mateix any (504 de l'hègira) el califa es va casar amb una germana del sultà Muhammad. Entre 1106 i 1112 prínceps i emirs sirians van anar a Bagdad buscant suport per recuperar els seves terres de mans dels croats, però el califa no tenia cap poder. El 1112, després de rebre una delegació d'Alep (la primera havia estat reenviada sense ser atesa) es va enviar contra els croats a Mawdud.
Va morir d'un tumor a la gola el 6 d'agost de 1118, només quatre mesos després de la mort del sultà Muhammad (l'abril). Tenia 41 anys i el va succeir el seu fill al-Mústarxid